# کهلیک‌بلاغی (هریس)
کهلیک‌بلاغی یکی از روستاهای استان آذربایجان شرقی است که در دهستان مواضع‌خان شرقی بخش خواجه شهرستان هریس واقع شده‌است.